# Juan Pedro Tobía
Juan Pedro Tobía Fernández (Montevideo, Uruguay, 12 de marzo de 1950 - Montevideo, Uruguay, 19 de junio de 2018), fue un magistrado uruguayo, quien se desempeñó como miembro del Tribunal de lo Contencioso Administrativo desde 2012 hasta su muerte.

## Primeros años
A partir de 1974 cumplió tareas como funcionario administrativo en el Poder Judicial.
Paralelamente cursó estudios en la Facultad de Derecho de la Universidad de la República, donde se graduó como abogado en 1980.

## Juez de Paz en el interior
En febrero de 1981 inició su carrera judicial al ser designado Juez de Paz de la tercera sección judicial de Rocha, con sede en la ciudad de Lascano.
En agosto de 1981 fue trasladado al Juzgado de Paz de la primera sección judicial de San José, con sede en la ciudad de San José.

## Juez de Paz en la capital
En junio de 1982 pasó a cumplir funciones en Montevideo como Juez de Paz de la tercera sección judicial de dicha ciudad.

## Juez Letrado en el interior
En noviembre de 1982 fue ascendido al cargo de Juez Letrado de Rivera de Primer Turno.
En marzo de 1984 fue trasladado al Juzgado Letrado de Florida de Segundo Turno.y en octubre del mismo año al Juzgado Letrado de Pando de Segundo Turno.

## Juez Letrado en la capital
En marzo de 1988 ascendió a cumplir funciones como Juez Letrado en Montevideo, inicialmente como Juez Letrado de Familia de 13° Turno.
En abril de 1989 fue nombrado Juez Letrado del Trabajo de Cuarto Turno.
Por último, en setiembre de 1989 fue nombrado Juez Letrado en lo Civil de Quinto Turno.

## Tribunal de Apelaciones
En junio de 1994 recibió un nuevo ascenso al ser nombrado integrante del Tribunal de Apelaciones de Familia de Segundo Turno.
En agosto de 1998 fue trasladado al Tribunal de Apelaciones en lo Civil de Cuarto Turno, donde permaneció durante más de trece años.

## Tribunal de lo Contencioso Administrativo
El 28 de marzo de 2012 la Asamblea General lo eligió, por 107 votos, como miembro del Tribunal de lo Contencioso Administrativo, para cubrir la vacante generada por el retiro de Eduardo Lombardi.Prestó juramento el mismo día.
Hubiera podido permanecer en el TCA hasta llegar a los 70 años en 2020, pero falleció a los 68 años, el 19 de junio de 2018.
Fue el quinto magistrado en la historia del TCA desde 1952 en fallecer en el ejercicio de su cargo, luego de Carlos Durán Rubio, José Julio Folle, Víctor Bermúdez y Dardo Preza.
La vacante dejada por su fallecimiento fue cubierta en octubre de 2018 con el ingreso por antigüedad de Selva Klett.